# Moderato Wisintainer
Moderato Wisintainer (Alegrete, 14 de julho de 1902 – Pelotas, 31 de janeiro de 1986), foi um futebolista brasileiro que atuou como atacante.
O atacante fez parte da seleção brasileira de futebol na primeira Copa do Mundo em 1930 no Uruguai. Na década de 1920 ganhou dois vezes o Campeonato do Rio de Janeiro com CR Flamengo. A "pestana branca" integrou também a seleções Carioca e Gaúcho por vários anos.

## Biografia
Moderato começou a jogar futebol na equipe EC 14 de Julho de Santana do Livramento. Em 1920, transferiu-se para o Guarani FC de Alegrete, onde jogou apenas um ano e foi para Porto Alegre jogar no Esporte Clube Cruzeiro, onde foi Campeão da Capital gaúcha em 1921 e ficou por duas temporada. Depois, foi para o Rio de Janeiro, para o CR Flamengo, onde ele passa os melhores anos de sua carreira. Em sete anos ganhou dois campeonatos do Rio de Janeiro.
No Campeonato Carioca de 1927, na partida contra o América-RJ, válida pelo segundo turno, Moderato jogou com uma cinta por baixo da camisa, para segurar os pontos de uma cirurgia de apendicite que fora submetido dias antes da partida, demonstrando bravura, raça e heroísmo. O Flamengo venceu por 2–1, e se sagrou campeão Carioca daquele ano.
No Flamengo, ele foi chamado pela primeira vez para a seleção nacional, que joga com equipes de outros países latino-americanos, e em seguida, disputa a primeira Copa do Mundo no Uruguai. Moderato não participou na  1x2 derrota no primeiro jogo contra a Iugoslávia, mas na segunda partida contra a Bolívia entra em campo e faz dois gols da vitória de 4x0.
Após a Copa do Mundo Moderato retorna a Rio Grande do Sul, onde joga dois anos mais para o Guarani FC, com quem em 1931 sagra-se vice campeão gaúcho, perdendo a decisão para o Grêmio FBPA de Porto Alegre 0x3  que fica com o título, joga mais um ano e, em seguida, termina a sua carreira.
Depois dr. Moderato Wisintainer trabalhou como engenheiro em Pelotas (RS). Também foi funcionário do futebol clube Esportivo Bento Gonçalves e em anos mais tarde foi um jogador entusiástico de golfe. Moderato faleceu em 1986 no idade de 83 anos em Pelotas.

## Títulos
Flamengo
- Campeonato Carioca: 1925, 1927.

Cruzeiro-RS
- Campeonato Citadino de Porto Alegre: Campeão 1921.